# قصة عن الحب والظلام (فلم)
قصة عن الحب والظلام (بالإنجليزية: A Tale of Love and Darkness) هو فيلم دراما من كتابة وإخراج ناتالي بورتمان مبني على مذكرات تحمل نفس الاسم للكاتب الإسرائيلي عاموس عوز.